# Mafia rusa
La mafia rusa (en ruso: русская мафия, rússkaya máfiya), bratvá (братва; «hermanos» o «hermandad») o mafia roja (en ruso: красная мафия, krásnaya máfiya) son nombres usados a menudo para designar una gama de organizaciones del crimen organizado originarios de la ex Unión Soviética que corresponde a los actuales Estados postsoviéticos y países de la Comunidad de Estados Independientes. Desde la disolución de la Unión Soviética en 1991, la apertura económica de la región permitió a estos grupos expandirse internacionalmente hasta el punto de convertirse en organizaciones criminales de gran influencia a nivel mundial. Son activos en la mayoría de los sectores de la sociedad rusa. Los criminales rusos son también activos internacionalmente en el comercio ilegal de petróleo, tráfico de personas, narcotráfico, tráfico de armas y de materiales nucleares y en el lavado de dinero. En diciembre de 2009, Timur Lakhonin, el jefe de la Oficina Central Nacional de Interpol en Rusia, declaró: "Ciertamente, hay crímenes que involucran a nuestros antiguos compatriotas en el extranjero, pero no hay datos que sugieran que una antigua estructura organizada de grupos criminales rusos exista en el extranjero".

## Historia
El crimen organizado ha existido en Rusia desde la época de los zares y la Rusia Imperial en la forma de bandidaje y hurto. En el período soviético surgieron los Vor v zakone o "ladrones en la ley". Esta clase de delincuentes tenía que cumplir ciertas normas en el sistema penitenciario. Una de esas reglas era que estaba prohibida la cooperación con las autoridades de cualquier tipo. Pero durante la Segunda Guerra Mundial, algunos presos hicieron un trato con el gobierno para unirse a las fuerzas armadas a cambio de una sentencia reducida, lo que provocó que a su regreso a la cárcel fueran atacados y asesinados por los reclusos que permanecieron fieles a las reglas de los ladrones.

### La mafia rusa

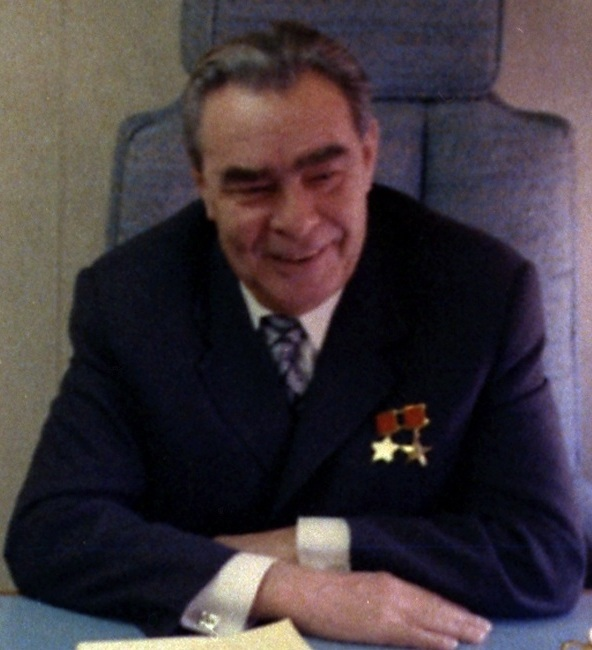
El líder de la URSS, Leonid Brézhnev, vio su nombre frecuentemente implicado en las mafias rusas.

La gran estructura de la mafia rusa se remonta a la Unión Soviética en los años 1950, cuando el servicio secreto del país, la KGB, infiltraba informantes dentro de grupos mafiosos extranjeros, principalmente de Estados Unidos y Reino Unido, con el objetivo de frenar sabotajes y colaboración entre criminales y gobierno, como ocurrió en Cuba en 1958, cuando los servicios de inteligencia estadounidenses firmaron un acuerdo con las mafias de Nueva York y principalmente de Miami, que ostentaban mucho poder en la isla donde Fidel Castro intentaba establecer el poder mediante la revolución. Con el paso del tiempo, surgió la mafia soviética, la llamada Pirámide-1,  compuesta por los "siloviki", agentes policiales que aprovechando su poder se aliaron con el orden criminal ya existente, basado en las reminiscencias de las colonias del Gulag, creó una sucursal en el propio territorio soviético, donde centralizaban sus operaciones, que involucraban contrabando, control de grandes empresas privadas extranjeras, grandes robos, participación en el tráfico de armas, piedras preciosas, participación en casinos , uso de contrainteligencia a favor de la organización, ejecuciones de criminales influyentes, políticos, banqueros y opositores, sabotaje y otros trabajos sucios. Si bien a Pirámide se le puede atribuir la quiebra y limpieza de muchas organizaciones criminales, también se puede considerar el gran volumen de sangre derramada por esta organización. Galina Brezhneva, hija del excéntrico presidente soviético Leonid Brézhnev, participó en la mafia Pirámide, siendo arrestada por contrabando de diamantes y prostitución.

## Auge en el colapso de la Unión Soviética
El verdadero avance de las organizaciones criminales comenzó en 1988 cuando la Unión Soviética legalizó la iniciativa privada, permitiendo el libre comercio. Sin embargo la nueva ley, no aclaró nada sobre los reglamentos y la seguridad de la economía de mercado. Los mercados criminales comenzaron a formarse, siendo el más notorio el mercado de redes de prostitución de Rizhsky cerca de la estación de ferrocarriles de Rizhsky en Moscú. Cuando la Unión Soviética se dirigió a su colapso, también lo hizo su economía, dando lugar a una desintegración social, haciendo que muchos trabajadores del ex gobierno desesperados por dinero, recurrieran a la delincuencia, otros se unieron a los ex ciudadanos soviéticos que se trasladaron al extranjero y la Mafia rusa se convirtió en una extensión natural de esta tendencia. Exagentes de la KGB, deportistas y veteranos de la guerra de Afganistán y de la primera y segunda guerra de Chechenia, que ahora se encontraban desempleados pero con experiencia en los ámbitos que les podrían resultar útiles en la delincuencia, se unieron a la creciente ola de delincuencia. La corrupción generalizada, la pobreza y la desconfianza en las autoridades solo contribuyeron al auge del crimen organizado. Los asesinatos a sueldo, los atentados y los secuestros alcanzaron un máximo histórico con numerosos asesinatos entre bandas llevándose a cabo y un gran número aún quedan sin resolver. A mediados de los años 90 se creía que el ucraniano-israelí "Don" Semión Moguilévich se había convertido en el "jefe de jefes" de la mayoría de los sindicatos de la Mafia rusa y fue descrito por el FBI como "uno de los hombres más peligrosos del mundo". En 1993, casi todos los bancos de Rusia eran propiedad de la mafia, y el 80% de las empresas estaban pagando dinero por protección. En ese año, 1400 personas fueron asesinadas en Moscú, miembros de la delincuencia mataron a empresarios que no le pagaron su dinero, también periodistas, políticos, propietarios de banco y otros opuestos a ellos. La nueva clase criminal de Rusia tomó un enfoque más occidentalizado y empresarial con la delincuencia organizada, así los Vory con base en un mayor código de honor cayeron en extinción.

## Internacionalización
Con la apertura del antiguo Bloque del Este al mundo y la internacionalización de su economía también dieron a la mafia rusa conexiones con otras organizaciones criminales en todo el mundo, como las Tríadas chinas o la italiana Cosa Nostra. Las conexiones con los cárteles del crimen organizado de América Latina permitieron a la mafia rusa importar cocaína a su país. Vyacheslav Ivankov, llamado "Yapónchik", fue la primera gran figura del crimen organizado étnicamente ruso perseguida por el gobierno de los Estados Unidos, mientras dirigía su red de extorsión de Brighton Beach en Brooklyn. El crimen organizado ruso se ha extendido a muchos otros países, como Israel, India, Hungría, Sudáfrica, España y Tailandia.